# Liste der türkischen Botschafter in der Mongolei
Der Botschafter leitet die Botschaft in Ulaanbaatar.
| Ernennung Akkreditierung | Botschafter          | Bemerkung | Liste der Ministerpräsidenten der Türkei | Liste der Premierminister der Mongolei | Posten verlassen |
| ------------------------ | -------------------- | --- | ---------------------------------------- | -------------------------------------- | ---------------- |
| 30. Sep. 1996            | Varol Özkoçak        | 1984: Leiter der Abteilung Westeuropa, 1986–1989: Generalkonsul in Komotini, 2002-1. Mär. 2008: Botschafter in Nairobi Kenia auch in Kigali, Ruanda akkreditiert. | Necmettin Erbakan                        | Mendsaichaniin Enchsaichan             | 4. Jan. 1999     |
| 4. Jan. 1999             | Mehmet Nuri Yıldırım | | Bülent Ecevit                            | Dschanlawyn Narantsatsralt             | 10. Okt. 2002    |
| 30. Dez. 2002            | Taner Karakaş        | (* 26. November 1953 in Istanbul) 1975: Studium Internationale Beziehungen, wurde zum Doktor der Universität Ankara promoviert, 1978: Eintritt in den auswärtigen Dienst, 2002–2005: Botschafter in Ulanbator, 23. Dezember 2005–2008: Botschafter in Skopje, 2009–2011: in Ankara beschäftigt, 2011–2012: in der Abteilung Haushalt beschäftigt, seit Dezember 2012: Botschafter in Buenos Aires. | Abdullah Gül                             | Nambaryn Enchbajar                     | 16. Dez. 2005    |
| 30. Jan. 2006            | Ömür Şölendil        | (* 20. Juli 1953 in Istanbul) 1971: Abitur am Izmir College, 1976: Studium der Wirtschafts- und Verwaltungswissenschaft an der Technischen Universität des Nahen Ostens, 1977: Eintritt in den auswärtigen Dienst, in der Tourist-Information beschäftigt, anschließend Offizier Türkische Streitkräfte, 1980–1997: verschiedene Auslandsvertretungen, 1998–2000: Konsulat in Batumi, 2000–2002: Konsulat in Deventer, 2004: Leiter der Abteilung Osteuropa, 2006–2008: Botschafter in Ulaanbaatar, 2008–2009: Botschafter in Tripolis, Anschließend Leiter der Abteilung Zentral- und Ostasien, 30. April 2011 – 15. September 2014: Botschafter in Bukarest, 1. Oktober 2014: Botschafter in Skopje. | Recep Tayyip Erdoğan                     | Tsachiagiin Elbegdordsch               | 17. März 2008    |
| 21. Apr. 2008            | A. Asım Arar         | | Recep Tayyip Erdoğan                     | Sandschaagiin Bajar                    | 14. Juli 2012    |
| 14. Juli 2012            | Mustafa Sarınç       | | Recep Tayyip Erdoğan                     | Süchbaataryn Batbold                   | 2. Nov. 2013     |
| 15. Nov. 2013            | Murat Karagöz        | (* 1967 in Istanbul) Studium: Bachelor: Internationale Beziehungen an der Universität Istanbul, Master der Politikwissenschaft City University of New York, 1989: Attaché am Institut für Osteuropa und Asien, 1991: Türkische Streitkräfte, 1991: Attaché: Handelsabteilung Osteuropa, 1992: Attaché, Gesandtschaftssekretär dritter Klasse in Sofia, 1995: Gesandtschaftssekretär zweiter Klasse bei der Mission beim Nordatlantikpakt, 1997: Gesandtschaftssekretär zweiter Klasse NATO Defense College, 1998: Präsidentenberater, 2000: Gesandtschaftssekretär erster Klasse UN-Hauptquartier, 2004: Büroleiter des Staatssekretärs im Auswärtigen Amt, 2006: Gesandtschaftssekretär erster Klasse, Gesandtschaftsrat in Washington DC, 2009: Ministerialdirigent der Abteilung Balkan und Mitteleuropa, 2013: Botschafter in Ulaanbaatar. | Recep Tayyip Erdoğan                     | Norowyn Altanchujag                    |                  |